# José María Lazaga y Ruiz
José María Lazaga y Ruiz fue un militar y marino español nacido en San Fernando (Cádiz), en 1896 y fallecido en Melilla en 1921. 
Perteneció a la promoción 1914-15 de la Escuela Naval Militar junto a Julio Guillén Tato.
Alférez de Marina, destinado en el cañonero Laya, tomó parte en la campaña de Melilla de 1921, llevando a cabo la evacuación de la posición avanzada de Sidi Dris muy acosada por las fuerzas rifeñas. Lazaga mandaba los botes del Laya que recogían personal y pertrechos en la costa, y, al regresar el último bote, recibió una descarga de artillería enemiga, muriendo cuatro días después, a causa de las heridas en el Hospital Militar de Melilla. 
Sus restos, reposan en el Panteón de Marinos Ilustres en San Fernando (Cádiz).
- Datos: Q5943085